# Neotamias cratericus
Neotamias cratericus — вид бурундука, що мешкає в хвойних лісах південного Айдахо, на північ від рівнини Снейк-Рівер. Раніше його вважали підвидом Neotamias amoenus. Названий на честь Національного пам'ятника «Кратери Місяця», де вперше було зібрано голотип цього виду.

## Опис
Цей вид має середню довжину близько 21 см, а хвіст — 9,7 см. Цей вид схожий на N. amoenus, але загалом трохи темніший.